# Yvonne Ruwaida
Yvonne Ruwaida, född 14 augusti 1970 i Linköping, är en svensk politiker (miljöpartist), som var ledamot i Miljöpartiets styrelse till 2016. Ruwaida var ordförande för Grön Ungdom 1994–1996 och riksdagsledamot från Stockholms kommun för Miljöpartiet 1994–2006. 2006–2010 var hon Miljöpartiets oppositionsborgarråd i Stockholms kommun. 2014 till 2016 var hon statssekreterare i miljödepartementet.

## Politiskt arbete
Politiskt har Ruwaida drivit bland annat införandet av friåret samt asyl- och diskrimineringsfrågor. Hon har också varit en av partiets båda budgetförhandlare, tillsammans med Åsa Domeij, som tagit fram totalt 15 statsbudgetar inom ramen för samarbetet med den socialdemokratiska regeringen och Vänsterpartiet.
När Marianne Samuelsson avgick som språkrör för Miljöpartiet vid kongressen 1999 kandiderade Ruwaida, med stöd av lokalorganisationen i Stockholm, till posten som kvinnligt språkrör. Hon förlorade valet mot valberedningens förslag Lotta Nilsson Hedström. 
I maj 2005 bjöd Ruwaida tillsammans med Mariam Osman Sherifay (s) in två medlemmar i den palestinska organisationen Hamas till riksdagen för samtal. Det gjordes efter att regeringen klargjort att Hamas, vars väpnade gren klassificerades som terroristorganisation av EU år 2001, inte tas emot som officiella gäster. De inbjudna var en ledamot i det palestinska parlamentet och en släkting till en Hamasledare som dödats.
Enligt Miljöpartiets stadgar får man maximalt sitta tre mandatperioder på en och samma position vilket gjorde att Ruwaida inte ställde upp i riksdagsvalet 2006. Efter valet började hon på juristlinjen vid Stockholms universitet, men hoppade av från studierna då hon valdes till Miljöpartiets oppositionsborgarråd i Stockholms kommun. Vid valet 2006 blev hon också invald i kommunfullmäktige i Stockholms stad och har tidigare även varit styrelsemedlem och ordförande i Centrum mot rasism.
Ruwaida var ledamot i Miljöpartiets partistyrelse till 2016 som vice sammankallande och ledde arbetet med att ta fram ett nytt partiprogram. Sedan 2010 är hon även vice-ordförande i Svenska Bostäder. År 2011 inledde hon studier till elkraftingenjör på Luleå tekniska universitet.
2014 till 2016 arbetade Ruwaida som statssekreterare hos Åsa Romson i miljödepartementet, med uppgiften att samordna mellan Miljöpartiets dåvarande språkrör Gustav Fridolin och Åsa Romson (Romson efterträddes 2016 av Isabella Lövin). Hon arbetade därefter en tid som Miljöpartiets planeringschef i regeringskvarteret. I oktober 2016 meddelades det att hon återgick till sin tidigare arbetsgivare Vattenfall Eldistribution, där hon tidigare arbetat som kraftsystemingenjör och blir innovations- och elnätsadministratör.
Enligt terrorforskare Magnus Ranstorp är Ruwaida en av politikerna i Sverige som bromsat en förstärkning av antiterrorlagstiftningen i Sverige.

## Kontroverser
I januari 2001 avslöjades att Ruwaida handlat för 275 000 kronor på riksdagens betalkort utan att redovisa detta på över två år. Bland annat åkte hon under 1999 taxi för cirka 70 000 kronor på riksdagens bekostnad. Orsaken var enligt Ruwaida själv hög arbetsbelastning.
I maj 2006 bjöd Ruwaida tillsammans med tre andra riksdagsledamöter in företrädare från terroriststämplade Hamas till Sveriges riksdag vilket resulterade i omfattande kritik.
I januari 2008 nominerades Ruwaida av Situation Sthlm till "årets bängkäpp" sedan hon vid tillträdet som borgarråd 2006 utlovat att halva månadslönen (cirka 40 000 kronor) skulle doneras till sociala ändamål, pengar som i januari 2008 ännu inte hade överförts. När den gröna fonden, som skulle administrera donationerna, var på plats betalade Ruwaida in över 200 000 kr till fonden för år 2007.
I mars 2010 framkom uppgifter att Ruwaida ringt mobilsamtal för 44 575 kronor under ett och ett halvt år. Mobilräkningarna betalades av Miljöpartiets kansli i Stockholms stadshus.

## Priser och utmärkelser
1997 blev Yvonne Ruwaida den första mottagaren av RFSL-Stockholms pris Regnbågspriset.